# Forum Nachhaltige Geldanlagen
Das Forum Nachhaltige Geldanlagen e. V. (FNG) ist ein Fachverband für nachhaltige Geldanlagen in Deutschland, Österreich und der Schweiz.

## Ziel des Verbands
Der Verein mit Sitz in Berlin setzt sich seit seiner Gründung im Jahr 2001 für mehr Nachhaltigkeit und Transparenz in der Finanzwirtschaft ein und arbeitet darauf hin, verbesserte rechtliche und politische Rahmenbedingungen für nachhaltige Geldanlagen zu erreichen. Beispielsweise setzt sich der Verband dafür ein, dass direkte Beteiligungen der öffentlichen Hand an Unternehmen an die Bedingung einer klimafreundlichen Unternehmensstrategie geknüpft wird und Anleger bei einer Finanzberatung darüber aufgeklärt werden, wo ihr Geld investiert wird.

## Organisation
Der Verein setzt sich aus den Mitgliedern und dem ehrenamtlich tätigen Vorstand zusammen, der seinerseits aus dem Vorsitzenden, drei stellvertretenden Vorsitzenden und bis zu acht Beisitzern besteht. Zu den über 200 Mitgliedern (Stand: Februar 2024) zählen unter anderem Banken, Versicherungen, Ratingagenturen, Investmentgesellschaften, Vermögensverwalter, Finanzberater, Nichtregierungsorganisationen und interessierte Einzelpersonen aus Deutschland, Österreich, der Schweiz und Liechtenstein.

## Europa
Das FNG hat zusammen mit seinen Pendants aus Frankreich, den Niederlanden, Großbritannien und Italien Eurosif (European Sustainable Investment Forum) gegründet. Eurosif ist der Fachverband für nachhaltige Geldanlagen auf europäischer Ebene. Außerdem vergibt das FNG das Transparenzlogo für nachhaltige Publikumsfonds, das insgesamt in zwölf europäischen Ländern Anwendung findet.

## Nachhaltige Geldanlagen
Nachhaltige Geldanlagen definiert das FNG als eine "Ergänzung der klassischen Kriterien Rentabilität, Liquidität und Sicherheit um ökologische, soziale und ethische Aspekte". Darüber hinaus versteht es unter dem Begriff "Anlageprozesse, die in ihre Finanzanalyse den Einfluss von ESG (Umwelt, Soziales und Governance)-Kriterien einbeziehen".
Das FNG erhebt jährlich das Volumen nachhaltiger Geldanlagen in Deutschland, Österreich und der Schweiz und veröffentlicht die Ergebnisse in einem Marktbericht. Demnach waren nach dem Einbruch während der Finanz- und Wirtschaftskrise zuletzt starke Zuwächse zu verzeichnen. Im Vergleich zu Deutschland und Österreich ist die Schweiz in absoluten Zahlen führend. Kritisiert wird vor allem der niedrige Anteil nachhaltiger Geldanlagen am Gesamtvolumen in Deutschland. Er beträgt weniger als ein Prozent.
Darüber hinaus gibt es eine Reihe weiterer Studien anderer Institutionen, die das Volumen nachhaltiger Geldanlagen im deutschsprachigen Raum oder auch in Europa erheben. Bezüglich der Methodik und des konkreten Erhebungsgegenstandes – so liegt der Fokus beispielsweise auf bestimmten Asset-Klassen – variieren diese Studien und damit auch deren Ergebnisse zum Teil in erheblichem Maße.